# District de Ô Môn
Ô Môn est un district de Cần Thơ dans le delta du Mékong au sud du Viêt Nam. 

## Géographie
La superficie du district est de 126 km2. 